# Les As du braquage
Les As du braquage (The Knights of Prosperity) est une série télévisée américaine en 13 épisodes de 22 minutes, créée par Rob Burnett et Jon Beckerman diffusée depuis le 30 mars 2005 sur ABC. 
En France, la série a été diffusée  le 11 juillet 2006 sur Canal+, C8 et diffusée depuis le 15 décembre 2007 sur Comédie !, W9, C8, NRJ 12, M6,
En Suisse, la série a été diffusée à partir du 15 décembre 2011 sur RTS Un et est diffusée sur RTS Deux à partir du 16 juin 2012.

## Synopsis
Eugene ne souhaite qu'une chose : ouvrir un bar mais son rêve semble irréalisable avec un salaire de balayeur. Jusqu'au jour où il décide d'organiser un cambriolage pour s'offrir son rêve ! Avec une équipe aussi inexpérimentée que lui dans ce domaine, il vise haut : le luxueux appartement de la rock star Mick Jagger...

## Distribution
- Donal Logue (V. F. : Philippe Vincent) : Eugene Gurkin
- Sofía Vergara (V. F. : Ethel Houbiers) : Esperanza Villalobos
- Lenny Venito (V. F. : Marc Alfos) : Francis « Squatch » Squacieri
- Kevin Michael Richardson (V. F. : Jean-Michel Martial) : Rockefeller Butts
- Maz Jobrani (V. F. : Marc Perez) : Gourishankar « Gary » Subramaniam
- Josh Grisetti (en) (V. F. : Emmanuel Garijo) : Louis Plunk

### Guest stars
- Reiko Aylesworth : Simone Cashwell
- Ben Bailey (en) : Ralph Carnucci
- Dustin Diamond : lui-même
- Mick Jagger : lui-même
- Sally Jessy Raphael : elle-même
- Kelly Ripa : elle-même
- Ray Romano : lui-même
- Rocco DiSpirito (en) : lui-même

## Épisodes
1. Alliance (Pilot)
2. Opération Séduction (Operation Seduce Simone)
3. Opération Défense (Operation Fighting Shape)
4. Opération Livrer la valise (Operation Deliver the Case)
5. Opération Arc-en-ciel (Operation Ralph)
6. Opération C'est mon fils (Operation Caught on Tape)
7. Opération Sauvez Esperanza (Operation Save Esperanza)
8. Opération Chambre forte (Operation Panic Room)
9. Opération Oswald Montecristo (Operation Oswald Montecristo)
10. Opération Kidnapping (Operation Rent Money)
11. Opération Vol de coffre (Operation Steal the Safe)
12. Opération Ouverture du coffre (Operation Open the Safe)
13. Opération Romanocorp (Operation RomanoCorp)